# Раєць (Брежице)
Раєць (словен. Rajec) — поселення в общині Брежиці, Споднєпосавський регіон, Словенія. Висота над рівнем моря: 232,5 м.